# Dick's Picks Volume 17
Dick's Picks Volume 17 es el décimo séptimo álbum en vivo de Dick's Picks, serie  de lanzamientos en vivo de la banda estadounidense Grateful Dead. Fue grabado el 25 de septiembre de 1991 en el Boston Garden, en Boston, Massachusetts.

## Caveat emptor
Cada volumen de Dick's Picks tiene su propia etiqueta “caveat emptor”, que informa al oyente sobre la calidad del sonido de la grabación. La etiqueta del volumen 17 dice:
“Este lanzamiento fue masterizado digitalmente directamente desde de las cintas de audio digital originales de 2 pistas y no se grabó con la intención de producir un lanzamiento comercial. Por lo tanto, puede contener algunas anomalías menores, aunque nuestro objetivo es que sea exactamente perfecto.”

## Recepción de la crítica
John Metzger, crítico de The Music Box, le otorgó una calificación de 3 estrellas y media sobre 5. El crítico Dan Alford comentó: “La gira de otoño de 1991 tuvo varios espectáculos divertidos e interesantes, pero desafortunadamente este no es uno de ellos. Si bien es sólido, no es nada del otro mundo. La voz de [Jerry] García es perfecta [...], pero la actuación carece de esa chispa ardiente”. En su reseña para AllMusic, William Ruhlmann declaró: “Es más un concierto representativo que excepcional, pero, sin embargo, puede presumir de algunas actuaciones excelentes”.

## Lista de canciones
Todas las canciones escritas y compuestas por Jerry Garcia y Robert Hunter, excepto donde esta anotado. 
| Disco uno |                               |                                                          |          |  |
| N.º       | Título                        | Escritor(es)                                             | Duración |  |
| 1.        | «Help on the Way»             |                                                          | 4:16     |  |
| 2.        | «Slipknot!»                   | Garcia Keith Godchaux Bill Kreutzmann Phil Lesh Bob Weir | 5:31     |  |
| 3.        | «Franklin's Tower»            | Garcia Hunter Kreutzmann                                 | 10:42    |  |
| 4.        | «Walkin' Blues»               | Son House                                                | 6:31     |  |
| 5.        | «It Must Have Been the Roses» | Hunter                                                   | 5:46     |  |
| 6.        | «Dire Wolf»                   |                                                          | 4:00     |  |
| 7.        | «Queen Jane Approximately»    | Bob Dylan                                                | 7:17     |  |
| 8.        | «Tennessee Jed»               |                                                          | 7:51     |  |
| 9.        | «The Music Never Stopped»     | John Perry Barlow Weir                                   | 8:19     |  |

| Disco dos |                       |                         |          |  |
| N.º       | Título                | Escritor(es)            | Duración |  |
| 1.        | «Victim or the Crime» | Gerrit Graham Weir      | 8:25     |  |
| 2.        | «Crazy Fingers»       |                         | 9:39     |  |
| 3.        | «Playing in the Band» | Mickey Hart Hunter Weir | 9:23     |  |
| 4.        | «Terrapin Station»    |                         | 12:48    |  |
| 5.        | «Boston Clam Jam»     | Grateful Dead           | 5:38     |  |
| 6.        | «Drums»               | Hart Kreutzmann         | 11:05    |  |
| 7.        | «Space»               | Grateful Dead           | 8:16     |  |

| Disco tres |                                       |                                     |          |  |
| N.º        | Título                                | Escritor(es)                        | Duración |  |
| 1.         | «That Would Be Something»             | Paul McCartney                      | 3:52     |  |
| 2.         | «Playing in the Band»                 |                                     | 5:24     |  |
| 3.         | «China Doll»                          |                                     | 5:47     |  |
| 4.         | «Throwing Stones»                     | Barlow Weir                         | 9:00     |  |
| 5.         | «Not Fade Away»                       | Charles Hardin Holley Norman Petty  | 9:02     |  |
| 6.         | «The Mighty Quinn (Quinn the Eskimo)» | Dylan                               | 4:41     |  |
| 7.         | «Samson and Delilah»                  | tradicional, arr. por Grateful Dead | 7:48     |  |
| 8.         | «Eyes of the World»                   |                                     | 23:31    |  |

## Créditos y personal
Créditos adaptados desde el folleto que acompaña al CD.
Grateful Dead
- Jerry Garcia – voz principal y coros, guitarra líder
- Mickey Hart – batería
- Bruce Hornsby – teclado, acordeón, coros
- Bill Kreutzmann – batería
- Phil Lesh – bajo eléctrico, coros
- Ron “Pigpen” McKernan – armónica, percusión, coros
- Bob Weir – guitarra rítmica, coros
- Vince Welnick – teclado, coros

Personal técnico
- Dan Healy – grabación
- Dick Latvala, David Lemieux – archivista
- Jeffrey Norman – masterización
- John Cutler – escrutador magnético

Diseño
- Gekko Graphics – diseño de portada
- Jim Anderson, Susana Millman – fotografía